# Naz Chris
Naz Chris（なず くりす、1月7日 - ）は、日本のキュレーター、モデュレーター、アクティビスト、放送作家、ラジオディレクター、DJ、MC、芸能事務所代表。ロンドン出身、東京在住。血液型はA型。通称：Flash。
公式ファンクラブ名は「Lady Stan」。

## 略歴
イギリスより帰国後の幼少期から高校時代を名古屋で過ごすが、物心つくまで出生を知らなかった。
小学生時代よりサッカー部に所属。中学進学後もサッカー部に入部を希望するが、男子生徒のみの受け入れであったためハンドボール部に入部。この頃より両親に内緒で週に1度、東京のダンススクールに通い始める。高校進学後もハンドボールを続け、国体、インターハイに出場。チームは高校日本一の座を手にした。しかし、厳しい練習や先輩との方針の違いから退部する。Naz曰く“燃え尽き症候群”のようになり、1カ月半で十数キロ体重が落ち、無気力になった。そのような状態になった娘を心配した精神科医でソーシャルワーカー父の勧めで、インドに2カ月ほど滞在する。混沌としたインドを彷徨うなかで死生観に気づきを覚え、生きるための活力を取り戻した。高校三年時に帰国し、宗教哲学を学べる大学へ願書を提出する。名古屋の仏教系の大学に進学。インドから帰国後、サンスクリット語やヒンドウー語、仏教史、デーヴァナーガリーを勉強していたことが功を奏し、1年生のうちに3年分の単位を修得。担当教授からも専門的なところで勉強することを薦められる成績を修めた。一方で東京のダンススクール通いも続けた。交通費を補填するためとエンタメの世界に近い場所でアルバイトをしたいと考え、フジテレビでアルバイトをする。
クラブシーンで、J-WAVEの人気番組「SOUL TRAIN」でナビゲーターを務めていたラッパーのMC RYUと知り合う。通っていたダンススクールの講師とRYUが旧知の中だったことで信用を得て、ラジオ局のスタジオに連日通い、熱意を認められ同局にインターン採用された。深夜はラジオ局で働き、昼はまた別の仕事をする生活であったが充実感があったという。インターンからADとなり、アシスタントを経てラジオの仕事により深く携わる。また、その語学力を活かしNHKの英語教育番組のチーフディレクターを務めるなど、活動の幅を広げる。当初はレコード会社の宣伝のアルバイトを希望していたが、J-WAVEでの出会いがその後の活動に大きな影響を与え、J-WAVEで番組出演、制作などを担当。一時期、行き詰まりを感じラジオ業界から遠ざかっていたが、2019年より、J-WAVE「TOKYO M.A.A.D SPIN」のプロデューサー兼ナビゲーターに就任し、初年度で番組と連動する『TOKYO DANCE MUSIC WEEK2020』を成功に導いた。初年度の『TOKYO DANCE MUSIC WEEK2020』の最終日は、東京タワーの展望台メインデッキを貸し切って行われ、小泉今日子、野宮真貴、須永辰緒、大沢伸一、サイプレス上野とロベルト吉野、永峯恵&RUDIE JAPなどが出演した。

## 現職
- TOKYO DANCE MUSICWEEK ファウンダー
- 公益社団法人日本芸能実演家団体協議会 会員
- 一般社団法人 Japan Dance Music & DJ Association 理事
- DIRTY30 プロダクション代表※閉鎖
- J-WAVE「TOKYO M.A.A.D SPIN」イノベーター、ナビゲーター

## 出演

### ラジオ
- TOKYO M.A.A.D SPIN
- ゆう坊＆マシリトのkosokoso放送局（2023年8月1日 - 、J-WAVE） - ナビゲーター ※毎月第4週土曜日

### 配信
- ゆう坊&マシリトのKosoKoso放送局（2025年1月1日 - 、YouTube） - ナビゲーター ※概ね1カ月に1回配信（不定期）

## 関連人物
- テリー伊藤
- 鳥嶋和彦
- 居島一平